# Iron Ridge (Wisconsin)
Iron Ridge es una villa ubicada en el condado de Dodge en el estado estadounidense de Wisconsin. En el Censo de 2010 tenía una población de 929 habitantes y una densidad poblacional de 527,48 personas por km².

## Geografía
Iron Ridge se encuentra ubicada en las coordenadas 43°23′53″N 88°31′55″O / 43.39806, -88.53194. Según la Oficina del Censo de los Estados Unidos, Iron Ridge tiene una superficie total de 1.76 km², de la cual 1.75 km² corresponden a tierra firme y (0.74%) 0.01 km² es agua.

## Demografía
Según el censo de 2010, había 929 personas residiendo en Iron Ridge. La densidad de población era de 527,48 hab./km². De los 929 habitantes, Iron Ridge estaba compuesto por el 96.88% blancos, el 0.54% eran afroamericanos, el 0.32% eran amerindios, el 0.11% eran asiáticos, el 0% eran isleños del Pacífico, el 1.61% eran de otras razas y el 0.54% pertenecían a dos o más razas. Del total de la población el 3.12% eran hispanos o latinos de cualquier raza.